# 証恵
証恵（しょうえ・證慧、永正13年（1516年）- 永禄7年1月1日（1564年2月13日））は、戦国時代の僧侶。伊勢国長島（現在の三重県桑名市長島町）の願証寺3世。父は2世実恵、母は大和願行寺1世勝恵の娘・藤向。妻は実淳の娘如栄。子に証意。諱を教幸。通称を兵衛督。
天文5年（1536年）に父が死去したために、祖父の蓮淳（本願寺8世蓮如の6男）の後見を受けて願証寺を継承する。同年、本願寺10世証如（証恵の従兄弟にあたる）より、父が行っていた伊勢・尾張・美濃の3国の寺院・門徒支配の権限を保証される。翌年には証如の諱から一字を拝領して「教幸」を諱とし、9世実如の絵像を下付され、続いて天文8年（1539年）には本尊を下付された。
永禄3年（1560年）に11世顕如が、門跡として認められた際に、門跡を補佐する院家の1つとして選ばれている。
永禄7年（1564年）に49歳で死去。願証寺の住持は子の証意が継いだ。

## 没年について
近年、証恵が長島一向一揆を指揮して織田信長に対抗し、天正2年（1574年）の長島壊滅の際に木曽川に身投げして命を断ったという記述のあるものがあるが、前述のように証恵は既に故人であり誤りである。実際に長島の一向一揆の蜂起を煽ったのは証恵の子である証意で永禄7年（1564年）に証恵の死を受けて正式に願証寺の住持を受け継いでいる。